# Albert Trachsel
Pour les articles homonymes, voir Trachsel.
Albert Trachsel, né à Nidau le 23 décembre 1863 et mort à Genève le 26 janvier 1929, est un architecte, artiste peintre et poète suisse.

## Biographie
Fils d'Anna Maria Schmid et de Jakob Trachsel, il est le cadet de six enfants. Au début de 1864, sa mère quitte Soleure avec ses enfants et s'établit à Genève, où Albert passe son enfance.
Après avoir suivi la scolarité obligatoire, il entre en 1880 à l'École des beaux-arts de Genève, où il a notamment pour maîtres Jules Crosnier et Auguste Baud-Bovy, tout en faisant un apprentissage chez un architecte. En 1881-1882, il entre à l'École polytechnique fédérale de Zurich pour poursuivre ses études d'architecture. En 1882, il part pour Paris, où il intègre l'École des beaux-arts, tout en travaillant chez plusieurs architectes. Il se lie à ses compatriotes, entre autres le peintre Maurice Baud, le sculpteur Rodo (Auguste de Niederhausern) et Mathias Morhardt, et il fréquente les symbolistes.
« Avide d'absolu et de beauté lumineuse », il voyage en Europe (France, Espagne et Italie) entre 1882 et 1885, mais revient régulièrement à Genève, où il rencontre et se lie d'amitié avec Ferdinand Hodler, qui le prend comme modèle pour plusieurs tableaux.
En 1892, des œuvres d'Albert Trachsel, ainsi que notamment de Ferdinand Hodler, de Rodo, de Félix Vallotton et d'Eugène Grasset sont exposées au premier Salon de la Rose-Croix.   
En 1893, il rentre à Genève car il est mandaté pour diriger les transformations du château de la Boissière, à la route de Chêne, près de Grange-Canal, à Genève. Cette même année, il intègre un groupe d'artistes et d'écrivains qui se réunissent autour de Barthélémy Menn, « le pédagogue d'Art le plus génial de son temps », qui décèdera en octobre 1893. En 1896, Albert Trachsel dessine des projets de décoration pour le théâtre d'ombres de l'Exposition nationale de Genève, ainsi que des plans urbanistiques pour la ville de Genève.   
En 1897, il retourne à Paris et fait paraître au Mercure de France un album de fantaisies architecturales, Les Fêtes réelles. En 1900, il expose un projet de temple de la Paix à l'exposition universelle de Paris.  
En 1901, il rentre définitivement à Genève et se consacre désormais seulement à l'écriture et à la peinture, d'abord à l'aquarelle, puis il se lance dès l'année suivante dans la peinture à l'huile. Entre 1903 et 1913, il fait des voyages sac au dos, afin d'observer la variété des paysages et les peindre à l'aquarelle en développant ainsi sa technique picturale, au Tessin, dans l'Oberland bernois, dans les Grisons, en Savoie, en Allemagne et dans la campagne genevoise. 
De 1905 à 1914, il publie une série de contes fantastiques illustrés par un ouvrage intitulé Les Paysages de rêve. Dès 1914, il cesse de peindre des mondes imaginaires et symbolistes et se consacre à la peinture des paysages genevois.
Le 26 janvier 1929, il meurt des suites d'une crise cardiaque qu'il a subie le matin même en montant dans le train qui devait le conduire de Genève à Berne pour le vernissage de sa première grande exposition personnelle, au Kunsthalle.

## Publications
- Quelques mots sur l'art suisse, 1890
- Les fêtes réelles, 1893, premier volume d'une trilogie inachevée intitulée « Le poème »
- Le cycle, 1893, premier volume d'une trilogie intitde rêve
- Rêveries dans la montagne, 1900, Fischbacher, Paris

## Œuvres.

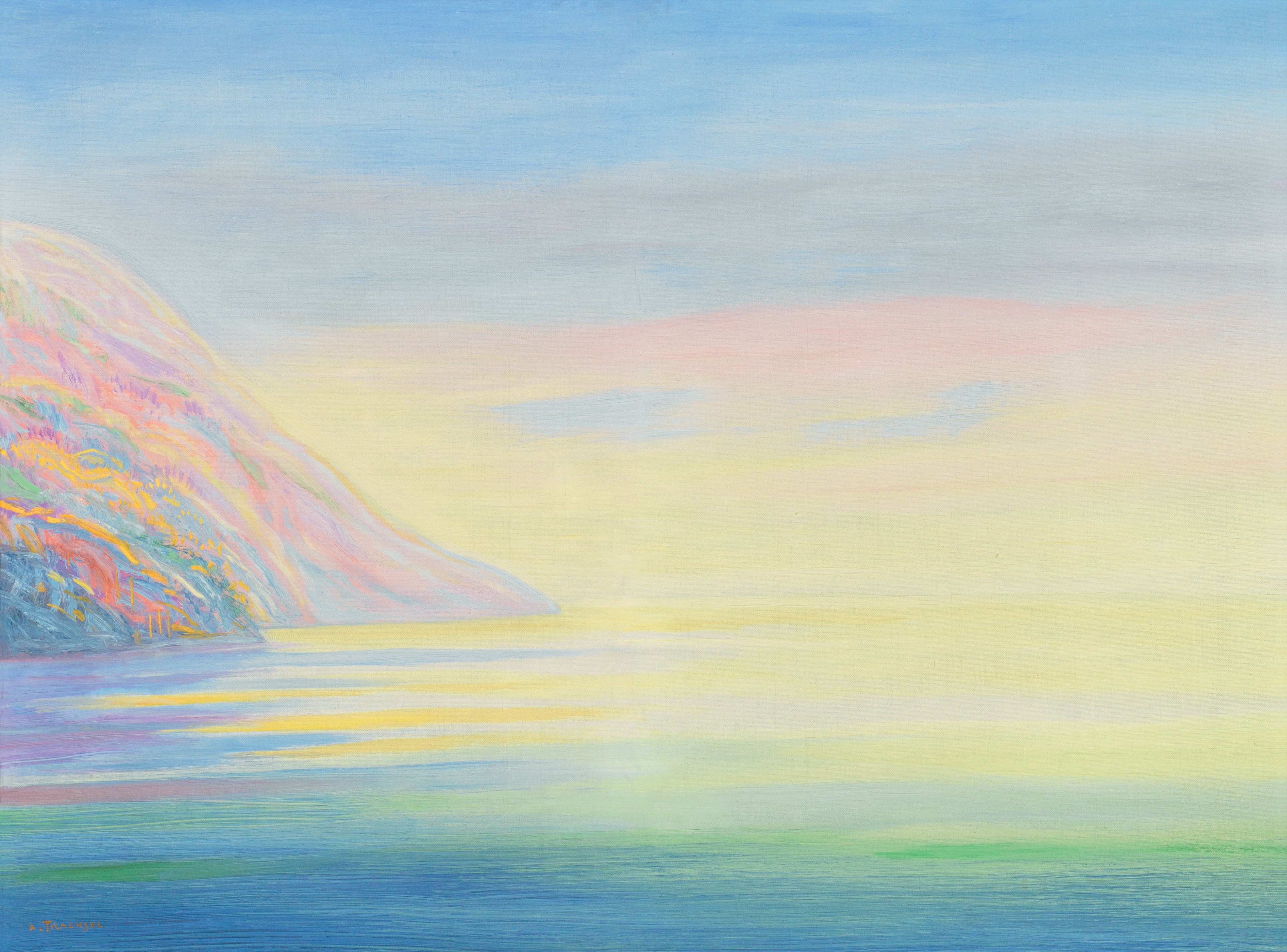
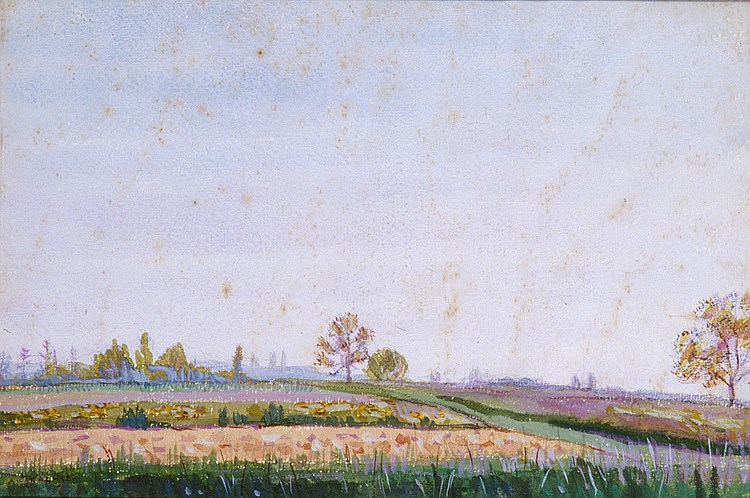
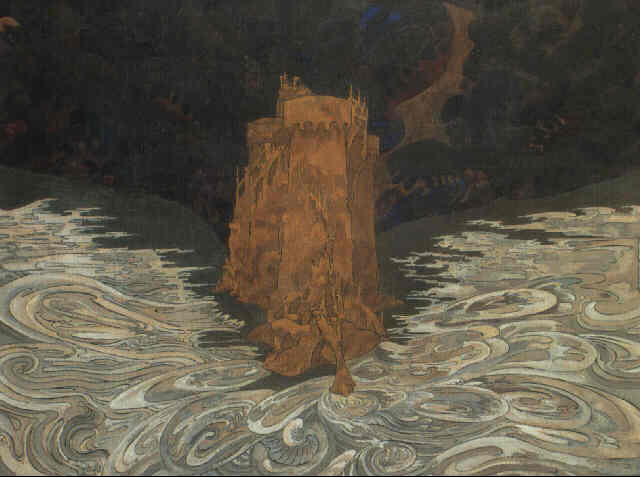
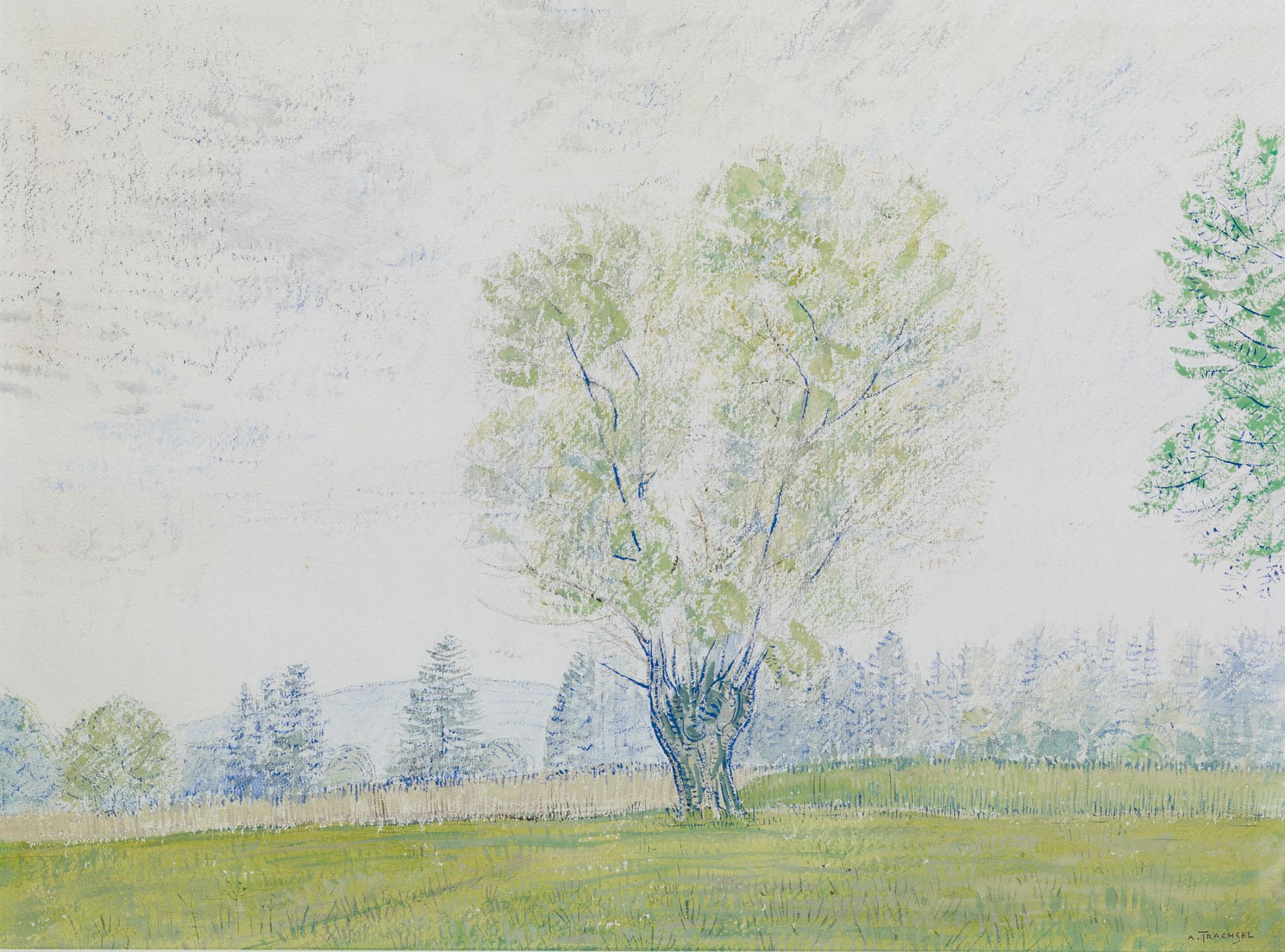
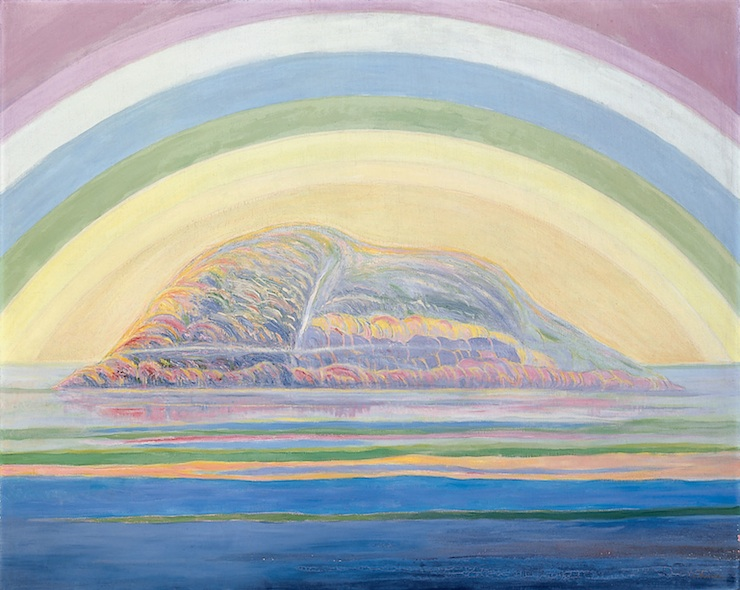

## Sources
- Charles Georg, Hans A. Lüthy, Harald Siebenmorgen, Maurice Pianzola, Jura Brüschweiler, Catherine Chaikine et Marcel Baumgartner, Albert Trachsel, 1863-1929, Musée d'art et d'histoire de Genève, en collaboration avec l'Institut Suisse d'histoire de l'art à Zürich, 1984, 119 p.  (ISBN 3-906663-01-9)[6].
- Anne Pastori Zumbach, « Albert Trachsel » dans le Dictionnaire historique de la Suisse en ligne, version du 2 novembre 2012.
- « Albert Trachsel », sur SIKART Dictionnaire sur l'art en Suisse.
- Paul Müller et Sylvie Patry (dir.), Modernités suisses, 1890-1914, catalogue de l'exposition au musée d'Orsay, Paris, 1er mars - 27 juin 2021, Flammarion, Paris, mars 2021  (ISBN 9782080205476).